# Ratatöskr

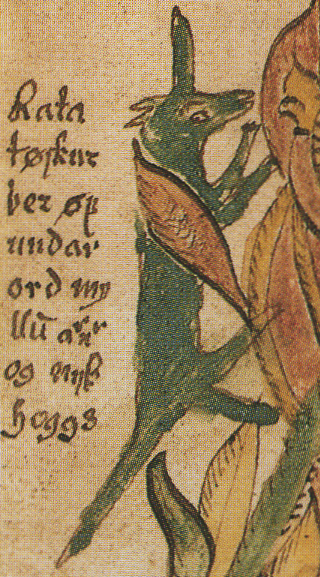
Ratatöskr in der Weltenesche Yggdrasil. Aus einer isländischen Handschrift des 17. Jahrhunderts. "Rata-tøskur ber øf undar ord my-llū a^{r}n^{r} og nyd-hoggs."

Ratatöskr, auch Ratatosk, Ratatösk oder Ratatwisker, ist in der nordischen Mythologie ein Eichhörnchen, das zu den Tieren des Weltenbaums Yggdrasil gehört. Es übermittelt Nachrichten zwischen dem Adler in der Krone und dem schlangenartigen Drachen Nidhöggr am Fuße des Weltenbaums.

## Forschung
Das Eichhörnchen gehört wohl nicht zur ursprünglichen Grundausstattung des Weltenbaums, dessen Wurzeln man bis in indogermanische Zeit zurückverfolgen kann. Es handelt sich vermutlich um ein ausschmückendes Detail aus späterer Zeit.
Das Streitmotiv zwischen Adler und Drache könnte hingegen ein Motiv aus indogermanischer Zeit sein. Auch in der indischen Mythologie streiten sich der Adler und die Schlangen. In einer Fabel des römischen Dichters Phaedrus stiftet eine Katze an einem Baum Feindschaft zwischen einem Adler in der Höhe und einer Wildsau an den Wurzeln. Der Streit zwischen Adler und Drache könnte den Widerstreit der aufbauenden mit den zerstörerischen Kräften der Welt symbolisieren, den Göttern und den Riesen, doch hält man das in der Wissenschaft nicht unbedingt für wahrscheinlich.
Den Namen Ratatöskrs, altnordisch Ratatǫskr, leitet man meist ab von altnordisch rati „Bohrer“ und *toskr „Zahn(?)“, so dass der Name mit „Bohrerzahn, Nagezahn“ übersetzt wird.

## Wirkungsgeschichte
Der deutsche Schriftsteller Hans Erich Blaich wählte Ratatöskr als eines seiner Pseudonyme.